# Yapi Kredi Bank Deutschland
Die Yapi Kredi Bank Deutschland GmbH & Co. OHG ist eine Privatbank in der Rechtsform der GmbH & Co. OHG mit Sitz in Frankfurt am Main. Bis September 2024 firmierte die Bank als Bankhaus J. Faisst KG und hatte ihren Sitz in Wolfach im Schwarzwald. Die Bank ist Mitglied im Bundesverband deutscher Banken e. V. und dessen Einlagensicherungsfonds sowie im Geldautomaten-Verbund Cashpool.

## Geschichte
Die Bank wurde am 3. November 1926 durch Johannes Faisst (1892–1967) unter der Firmierung J. Faisst, Bankgeschäft als Einzelfirma in Wolfach gegründet. Mit Wirkung zum 1. Januar 1953 wurde das Bankgeschäft in die Rechtsform der Offenen Handelsgesellschaft umgewandelt. Gleichzeitig traten Hans Faisst und Else Ludwig geb. Faisst, Sohn und Tochter des Firmengründers, als Teilhaber in das Bankhaus ein. Im Herbst 1953 wurde eine Zahlstelle in Schapbach eröffnet, im Jahr 1969 eine Zweigstelle in Schramberg. Im Jahr 1958 zog sich die Mitinhaberin Else Ludwig aus dem aktiven Bankgeschäft zurück und übertrug ihre Tätigkeit an ihren Ehemann Hans Ludwig (1928–2015). Das Bankhaus wurde zuletzt von Peter Ludwig und Helmut Götze geleitet. Im April 2022 wurde die Rechtsform der Bank von der Offenen Handelsgesellschaft in die einer Kommanditgesellschaft geändert.
Im April 2022 wurde bekannt, dass das Bankhaus von den bisherigen Eigentümerfamilien an die türkische Privatbank Yapı ve Kredi Bankası verkauft werden soll. Die türkische Bank plante mit der Übernahme des Bankhauses den Einstieg in den deutschen Bankenmarkt und das kommerzielle Bankgeschäft mit Privat- und Firmenkunden in Deutschland. Sie war bis dahin eine der letzten kleineren Privatbanken, die sich noch im Besitz der Gründerfamilie befanden.
Im September 2024 übernahm die Yapı ve Kredi Bankası das Bankhaus, firmierte es in Yapi Kredi Bank Deutschland GmbH & Co. OHG um und verlegte den Sitz von Wolfach nach Frankfurt am Main. Zudem wurden vonseiten der Bank alle bisherigen Giro- und Zahlungskonten zum Jahresende 2024 gekündigt.

## Geschäftsgebiet und Filialen
Neben der Hauptverwaltung in Frankfurt am Main bestehen Filialen in Wolfach (ehemaliges Stammhaus) und Schramberg sowie eine Zahlstelle in Bad Rippoldsau-Schapbach.